# (10639) Gleason
(10639) Gleason (1998 VV41) – planetoida z pasa głównego asteroid okrążająca Słońce w ciągu 3,26 lat w średniej odległości 2,2 j.a. Odkryta 14 listopada 1998 roku.